# Леонід Сенкевич
Леонід Сенкевич (* 19 червня 1971, Нарва, Естонська РСР) — український телевізійний журналіст, телеведучий.
У лютому 2003 році переїхав до Дніпропетровська, потім оселився в Києві. Працював на «Дорослому радіо», на радіостанції «Хіт FM», з 2009 — програмний директор «Хіт FM».
З січня 2012 — ведучий розважального шоу «Тільки один» на ТРК «Україна».
З 2012 ведучий Шалений тиждень на ТВІ
З червня 2015 — ведучий «Хунта news» на «Еспресо ТВ».
У квітні 2018 року покинув радіостанцію «Хіт FM».